# استولیاروفکا
استولیاروفکا (انگلیسی: Stolyarovka) یک شهرک در شهرستان ملئوزوفسکی استان باشقیرستان کشور روسیه است.